# Fair to Midland
Fair to Midland är ett rockband från USA som bildades 1998 av Darroh Sudderth och Cliff Campbell, båda från Sulphur Springs, Texas. Sudderth började ursprungligen som bandets basist, men bytte till att vara bandets huvudsångare efter att bandet fick fler medlemmar, nämligen Nathin Seals på bas och Jason Pintler på trummor.

## Medlemmar
- Darroh Sudderth — sång (1998–2013)
- Cliff Campbell — gitarr (1998–2013)
- Jon Dicken — basgitarr (2005–2011)
- Brett Stowers — trummor (2001–2011)
- Matt Langley — keyboard (2002–2013)
- Ryan Collier — basgitarr (2011–2013)
- Logan Kennedy — trummor (2011–2013)
- Nathin Seals — basgitarr (1998–2005)
- Jason Pintler — trummor (1998–2001)

## Diskografi

### Album
- 2001: The Carbon Copy Silver Lining
- 2004: Inter.Funda.Stifle
- 2007: Fables from a Mayfly: What I Tell You Three Times Is True
- 2011: Arrows & Anchors